# Éblaïte
L'éblaïte est une langue sémitique parlée entre le  XXIVe et le XXIIIe siècle av. J.-C. dans la ville d'Ebla, en Syrie centrale. Elle nous est connue par la documentation en écriture cunéiforme retrouvée dans cette ville. C'est avec l'akkadien la plus ancienne langue sémitique connue.

## Les découvertes

Ebla et les sites principaux de la Syrie et de la Haute Mésopotamie de la seconde moitié du

La découverte en 1964 sur le site de Tell Mardikh, en Syrie du nord, d’une antique cité de la seconde moitié du IIIe millénaire av. J.-C., bouleversa les données archéologiques alors en vigueur. Elle révéla l’existence d’une culture urbaine contemporaine de la période proto-dynastique en Mésopotamie, au cœur d’une zone géographique où jusque-là, les fouilles n’avaient rien révélé de tel.
Conformément à ce qu’avait avancé Ignace Gelb au sujet de tous les centres habités de Syrie de la même époque, l’identité culturelle de la civilisation de Tell Mardikh ne semblait pas relever du cadre sémitique. Or en 1968, la découverte sur ce même site d’une statue comportant une dédicace en ancien akkadien, mentionnant le roi Ibbit-Lim d’Ebla, vint aussitôt contredire cette thèse. Il devenait alors possible d’identifier cette ville avec l’antique cité d’Ebla, mentionnée dans de nombreuses sources mésopotamiennes et égyptiennes. De surcroît, considérant les fortes connotations linguistiques du nom de son souverain, elle permettait d’en préciser l’identité amorrite.
Il fallut néanmoins corriger à nouveau ces conclusions après la découverte en 1974, dans les vestiges du palais de l’âge du bronze ancien (2400-2225 avant notre ère), de 42 tablettes cunéiformes, et l’année suivante de 17 000 autres, révélant une langue qui n’avait rien de commun avec l’amorrite. Elle présentait des caractères morphologiques archaïques, attestés en akkadien parallèlement à d’incontestables similitudes lexicales avec les langues sémitiques occidentales telles que l’hébreu ou l’araméen. Les fouilles étaient menées par le professeur Paolo Matthiae et les inscriptions traduites par Giovanni Pettinato.
Cette opposition entre un lexique ouest-sémitique et une morphologie akkadisante alimenta dès lors les discussions et les controverses sur la nature de cette langue. Pour P. Fronzaroli, il s’agissait là d’un dialecte de l’akkadien soumis à une forte influence occidentale. En revanche, G. Garbini nuançait cette approche, attirant l’attention sur la fragilité d’une comparaison trop étroite avec l’akkadien, rappelant qu’il n’existait aucun autre modèle contemporain à partir duquel il était possible d’établir des rapprochements. Dans ses « considérations sur le langage d'Ebla », il mit en évidence le caractère artificiel de cette opposition entre morphologie et lexique, considérant que : « l'akkadien diffère de l'ouest-sémitique, comme on sait déjà, parce que ce dernier n'était documenté que sur la phase suivante de l'innovation amorrite. Si l'on remonte à l'époque précédant cette innovation, un langage sémitique pré-amorréen du nord-ouest commence à émerger, ce qui est en accord avec l'akkadien simplement parce que ce dernier a conservé ses caractères antérieurs à l'invasion amorréenne. ».
G. Pettinato, fondant essentiellement son étude sur le lexique, fut néanmoins le premier à annoncer en 1975 la découverte d’une nouvelle langue sémitique, qu'il appela « paléo-cananéenne ». La communauté scientifique accueillit assez favorablement cette idée, mais l’appellation proposée ne fit pas l’unanimité. En effet, tout en présentant l’avantage de rappeler sa proximité avec l’hébreu, l’ougaritique et le phénicien, elle se révélait impropre à indiquer sur le plan morphologique son ancrage dans l’espace sémitique oriental. G. Garbini proposa alors le terme de « paléo-syrien », mais ce terme se montra aussi inadéquat que le précédent à rendre compte de ses spécificités mésopotamiennes, et ne fit pas école. Aussi, faute d’une appellation en accord avec les différentes caractéristiques linguistiques de cette nouvelle langue, on retint finalement le nom « d’éblaïte ».

### La nature des documents
Sur l’ensemble du corpus éblaïte, dont la publication commença en 1974, la plupart des documents mis au jour relèvent du domaine administratif ou économique. Il existe toutefois une petite centaine de tablettes historiques et quelques écrits à nature scolastique : lexiques, syllabaires et textes bilingues. À cet ensemble il convient d'ajouter quelques rares textes littéraires : fragments de mythes, d’épopées, d’hymnes, mais aussi de proverbes, ainsi que quelques documents à caractère conjuratoire.
D’un point de vue linguistique, bien qu’un grand nombre de ces documents soit effectivement rédigé en sumérien, une partie d’entre eux n’utilise cette langue que d’un point de vue idéographique. C'est ce que le confirment certains éléments sémitiques ajoutés aux sumérogrammes, comme des marqueurs morphologiques, des pronoms, des suffixes et des prépositions, qui trahissent une langue sous-jacente distincte du sumérien.
De telles pratiques d’écriture rendent évidemment difficile l’approche de l’éblaïte. Fort heureusement, quelques rares documents, lettres ou tablettes bilingues, principalement rédigés de manière syllabique, permettent de franchir cette barrière graphique et précisent notre connaissance de la langue.
On peut ajouter à cet ensemble le matériel onomastique, qui en sémitique constitue habituellement de courtes phrases. Mais la part du corpus éblaïte utilisable dans une perspective linguistique reste relativement limitée d’un point de vue morphologique, syntaxique et lexical.

### La barrière graphique et les habitudes d’écriture
La principale difficulté à laquelle se heurte notre connaissance de la langue d’Ebla relève essentiellement de problèmes d’écriture. En effet, l’éblaïte partage avec les langues sumérienne, akkadienne, hittite, hourrite et élamite, un système graphique appelé écriture cunéiforme, où chaque signe peut avoir conjointement ou séparément une valeur idéographique et/ou phonétique. Dans le premier cas, le signe ou la chaîne de signes désigne simplement une idée qui nous est intelligible par le biais de sa valeur sumérienne ; dans le second cas, il indique, avec une plus ou moins grande approximation liée aux habitudes d’écriture, la forme du vocable éblaïte suivant un principe de décomposition syllabique.
L’étude comparée des signes éblaïtes révèle un certain nombre de différences avec les systèmes utilisés par les autres écoles de scribes. En revanche, sans pour autant lui être identique, le syllabaire éblaïte présente d’importantes similitudes avec celui de l’ancien akkadien utilisé à Kish à l’époque des dynasties archaïques (DA II).
Pratiquement, on relève dans les textes d’Ebla trois habitudes de transcription de la langue : l’une exclusivement syllabique, l’autre à la fois syllabique et idéographique, et une dernière essentiellement idéographique. Dans la première catégorie se trouvent principalement des textes incantatoires et l’écriture des anthroponymes. Dans la deuxième se rangent les documents épistolaires, historiques et littéraires, sans oublier quelques documents diplomatiques. Dans la troisième enfin se trouvent des textes économiques et administratifs, en rapport avec la gestion et l’intendance du palais où l’idéographie suffit pour l’écriture des realia. D’un point de vue qualitatif et quantitatif, cette situation s’apparente pleinement à celle du corpus mésopotamien.
La faible proportion de documents syllabiques par rapport à la grande quantité de textes rédigés au moyen de logogrammes sumériens avait d’ailleurs conduit G. Pettinato à considérer, dans un premier temps, que ces documents étaient écrits en sumérien. Une telle thèse ne tient plus aujourd’hui, au regard de nos connaissances sur les pratiques d’écriture et de formulation propres aux scribes sumériens et éblaïtes. Ces conventions graphiques sont si particulières qu’elles suffisent bien souvent à identifier sous l’idéographie la langue sous-jacente. Ainsi par exemple, l’habitude sumérienne d’écrire la filiation suivant la formule X DUMU Y « X fils de Y » s’oppose aux habitudes akkadiennes et éblaïtes qui lui préfèrent la tournure X DUMU.NITA Y.
Toutefois, si l’on sait identifier derrière un sumérogramme un signifié d’origine sémitique, il reste en revanche difficile de dégager son signifiant. Fort heureusement, la restitution de la valeur phonétique de ces signes est rendue possible par l’existence de listes lexicales bilingues, où chaque idéogramme sumérien voit sa forme éblaïte précisée par une glose en écriture syllabique.
Mais même lorsque la valeur phonétique du mot est connue, une série de problèmes d’ordre sémantique perdurent et gênent encore notre compréhension. Ainsi, lorsqu’un scribe éblaïte utilise le signe LUGAL, qui signifie « roi » en sumérien, il le transcrit avec sa valeur akkadienne šarrum mais le traduit par « dignitaire ». Cet exemple montre les écarts d’interprétation auxquels on risque d’aboutir en lisant les signes éblaïtes en ne considérant que leur valeur sumérienne.
De son côté, l’écriture strictement syllabique n’est pas non plus exempte de problèmes. La rareté des signes du type V[oyelle] + C[onsonne] oblige à certaines approximations dans la transcription des mots. Aussi trouve-t-on le terme ʾummum « mère » rendu syllabiquement par u3-mu-mu. Par ailleurs, alors que le sumérien procède quelquefois morphologiquement par réduplication du mot pour rendre le pluriel, l’éblaïte réutilise ce procédé avec la même signification, mais en le transformant en simple signifié graphique. Ainsi trouve-t-on des formes du type nasi11-nasi11 pour écrire le pluriel de nas11 « le peuple ». Il n’est pas rare d’autre part que l’écriture présente un caractère défectif, où tous les marqueurs morphologiques ne sont pas indiqués : ḫa-za-an šu-ba-ti = *ḫazānum yimḫur « le maire le prend ».
À ces problèmes s'ajoutent encore les limites intrinsèques de l’écriture sumérienne, qui est incapable de rendre une partie du système phonologique du sémitique. Organisé comme le précise Diakonoff sur une opposition tendu ~ lâché, le système phonologique du sumérien rend difficilement l’opposition sourde ~ sonore, de même que les emphatiques du sémitique. Aussi trouve-t-on transcrit avec le même signe DA les syllabes /da/, /ṭa/, /ta/, ou encore avec le signe GU les syllabes /gu/, /ku/, /qu/.
Pour les mêmes raisons, il est également impossible à l’écriture sumérienne de rendre le jeu des laryngales et des pharyngales de l’éblaïte. Toutefois, pour pallier ces difficultés, on utilise, à l’instar de ce qui se passe en ancien akkadien, des conventions graphiques, telles que l’usage des signes E et MA pour rendre les phonèmes /ḥ/ ou /ʿ/, ou en jouant sur des signes syllabiques terminés par la voyelle /e/ qui n’est autre que la trace vocalique d’une des deux articulations précédentes.
Par ailleurs, comme le montrent par exemple les graphies la-ḫa pour /laḫān/ ou ba-da-a pour /baytay/, les phonèmes /w/, /y/, /m/ et /n/ ne sont pas rendus graphiquement en position finale ou initiale. Reprenant ces deux exemples, notons d’une part que la quantité des voyelles n’est pas rendue par l’écriture (la graphie da-za-a pour /taṣṣaʾā/ « ils sortiront » nous montre que les consonnes géminées subissent de leur côté le même sort) et d’autre part que la voyelle /a/ sert également à noter les syllabes /ʾa/, /ya/ et /ay/.

## Le système phonologique
Comme nous venons de l’entrevoir, les difficultés de lecture des textes éblaïtes rendent difficile l’approche de son système phonologique.
L’étude du contexte d’utilisation des signes I, I2, A, ʾA, ḪA, etc. au regard des conventions d’écriture des scribes akkadiens, a permis de conclure, au-delà des difficultés d’identification posées par la barrière graphique, à « l’existence et l’autonomie des phonèmes /h/, /ḥ/ et /ḫ/ que confirme la réalisation de la voyelle /a/ en [ɛ] dans les syllabes fermées /ḥaC/ et /ʾaC/, de même que la tendance à étendre ce phénomène à la voyelle /a/ suivie d’une pharyngale. On manque actuellement d’éléments pour juger de l’existence d’un phonème /ġ/ ou d’une variante [ġ] ».
Toujours sur la base d’une analyse contextuelle des signes z + V[oyelle] : ze2, s + V : se11, š + V, Pelio Fronzaroli confirme l’existence des phonèmes /s/, /ṣ/, /ḍ/ et /ẓ/, ainsi que des phonèmes /s/, /š/ et /ṯ/, séries auxquelles il faut peut-être également ajouter /z/.
L’existence de diphtongues est quant à elle sujette à caution. La diphtongue /ay/ semble s’être conservée en éblaïte comme l’illustrerait la forme /ʿayn-ʿayn/. Toutefois, la réalité de ce phonème est fortement discutée par I. Gelb « The main difference between Fronzaroli’s treatment of the diphtong /aj/ at Ebla and mine is that Fronzaroli believes (...) that the original diphtong /aj/ was preserved in Eblait (even though not written), while I take it to have developped to /ā/ ».
Il convient également de signaler le problème de la réalisation instable des liquides avec alternance de /r/ et /l/. I. Gelb envisage deux raisons à ce phénomène : « If the weakness of the r / l phoneme (which is amply exemplified at Ebla) should be considered as an indication of the Hurrian influence on Eblaic phonology, then we should note that this feature is characteristic not only of Hurrian (and other language in the general area), but also of Egyptian, and may therefore be either a surviving feature of the Semito-Hamitic (or Afro-Asiatic) or a cross-linguistic areal feature ».

## Le système pronominal
L’éblaïte possède deux formes de pronoms personnels, l’une indépendante, l’autre suffixée. Par ailleurs, les textes ont également révélé une forme pronominale déterminative ainsi que des formes à valeur interrogative. Le matériel épigraphique ne permet pas toujours une restitution complète des paradigmes, et les lacunes doivent être comblées sur la foi de comparaisons linguistiques, ainsi que sur la base de reconstitutions internes tenant compte des structures propres de la langue.

### Les pronoms indépendants
À l’exception de la première personne du singulier, l’analyse du système pronominal indépendant laisse apparaître une morphologie identique à celle que l’on rencontre en akkadien ainsi que dans certains dialectes de l’Arabie du sud, comme le qatabanite ou le minéen.
|           | Singulier | Singulier | Pluriel  | Pluriel    |
| Personnes | graphie   | valeur    | graphie  | valeur     |
| --------- | --------- | --------- | -------- | ---------- |
| 1e com.   | ANA       | /ʾanā/    | -        | */naḥnu/   |
| 2e masc.  | AN-DA     | /ʾantā/   | AN-DA-NU | /'antanu/  |
| 2e fém.   | -         | */ʾanti/  | -        | */ʾantina/ |
| 3e masc.  | SU-WA     | /šuwā/    | SU-NU    | /šunū/     |
| 3e fém.   | SI-A      | /šiyā/    | -        | */šinā/    |

Notons qu’il existe également, pour les deuxième et troisième personnes du masculin singulier, des formes spécifiques à l’accusatif et au datif.
|           | Singulier | Singulier | Pluriel  | Pluriel     |
| Personnes | graphie   | valeur    | graphie  | valeur      |
| --------- | --------- | --------- | -------- | ----------- |
| 2e masc.  | GU-WA-TI  | /kuwāti/  | GU-WA-SI | /kuwāši(m)/ |
| 3e masc.  | SU-WA-TI  | /šuwāti/  | SU-WA-SI | /šuwāši(m)/ |

### Les formes suffixées
Parallèlement aux formes indépendantes, l’éblaïte possède des formes suffixées du pronom personnel qui peuvent être attachées au verbe ou au nom avec valeur accusative, génitive ou dative.
|           | Singulier | Singulier | Singulier | Singulier | Singulier | Singulier | Singulier |
|           | Génitif   | Génitif   | Accusatif | Accusatif | Datif     | Datif     |           |
| Personnes | graphie   | valeur    | graphie   | valeur    | graphie   | valeur    |           |
| --------- | --------- | --------- | --------- | --------- | --------- | --------- | --------- |
| 1e com.   | -I        | /-iyV/    | -NI       | /-ni/     | -         | -         |           |
| 2e masc.  | -GA       | /-ka/     | -GA       | /-ka/     | -KUM      | /-kum/    |           |
| 2e fém.   | -GI       | /-ki/     | -GI       | /-ka/     | -         | -         |           |
| 3e masc.  | -SU, -SU  | /-šu/     | -SU, -SU  | /-šu/     | -SU-UM    | /-šum/    |           |
| 3e fém.   | -SA       | /-šā/     | -         | -         | -         | -         |           |

|           | Pluriel | Pluriel | Pluriel   | Pluriel   | Pluriel | Pluriel | Pluriel |
|           | Génitif | Génitif | Accusatif | Accusatif | Datif   | Datif   |         |
| Personnes | graphie | valeur  | graphie   | valeur    | graphie | valeur  |         |
| --------- | ------- | ------- | --------- | --------- | ------- | ------- | ------- |
| 3e masc.  | -SU-NU  | /-šunu/ | -         | -         | -       | -       |         |
| 3e fém.   | -SI-NA  | /-šina/ | -SI-NA-AT | /-šināt/  | -       | -       |         |

Des formes duales de ces pronoms suffixes sont également attestées pour la deuxième personne, au génitif et au datif : -kumay(n), ainsi que pour la troisième personne à l’accusatif et au génitif : -šumay(n). La présence de ces formes duales dans le paradigme du pronom suffixe laisse supposer l’existence de ce nombre pour les pronoms indépendants.

### Le pronom déterminatif
L’existence de ce pronom est attestée par l’utilisation du sumérogramme LU2 utilisé en sumérien comme pronom relatif masculin de la classe des animés. En éblaïte, l’opposition animé ~ inanimé n’existant pas à ce niveau, l’usage de ce signe s’est élargi au féminin. Les textes syllabiques permettent, dans une certaine mesure, d’en donner un paradigme.
|       | Nominatif | Nominatif | Génitif   | Génitif | Accusatif | Accusatif |
|       | singulier | pluriel   | singulier | pluriel | singulier | pluriel   |
| ----- | --------- | --------- | --------- | ------- | --------- | --------- |
| masc. | SU        | -         | SI        | SU-TI   | SA        | -         |
| fém.  | SA-DU     | SA-DU     | SA-TI     | SA-TI   | -         | -         |

Il est difficile de proposer ici une transcription de ces valeurs graphiques, dans la mesure où l’ambiguïté de l’orthographe éblaïte ne permet pas de déterminer si la reconstruction de ces formes doit être modélisée sur celle de l’ancien akkadien ou celles des langues ouest sémitiques.

### Les pronoms interrogatifs
Les pronoms interrogatifs de l’éblaïte obéissent de même que ceux de l’akkadien à une opposition animé ~ inanimé.
|          | Nominatif | Nominatif | Génitif | Génitif | Accusatif | Accusatif |
|          | graphie   | valeur    | graphie | valeur  | graphie   | valeur    |
| -------- | --------- | --------- | ------- | ------- | --------- | --------- |
| animé    | MA-NU     | /mannu/   | MA-NA   | /manna/ | -         | -         |
| inanimé. | MI-(NU)   | /mīnu/    | MI-NA   | /mīna/  | MI-NE-IS  | /mīniš/   |

Notons qu’il existe certaines variantes dans les graphies de ces formes : ainsi MA-NU possède-t-il également une occurrence en MA-NI, de même MI-NU que l’on retrouve aussi sous la forme ME-NU.

### Les pronoms indéfinis
Comme c’est aussi le cas en akkadien, le pronom indéfini est formé en éblaïte par la suffixation d’un élément -ma aux formes du pronom interrogatif. À l’instar de ce dernier il obéit également à l’opposition animé ~ inanimé.
|          | Nominatif | Nominatif | Génitif  | Génitif   | Accusatif | Accusatif |
|          | graphie   | valeur    | graphie  | valeur    | graphie   | valeur    |
| -------- | --------- | --------- | -------- | --------- | --------- | --------- |
| animé    | MA-NU-MA  | /mannuma/ | MA-NA-MA | /mannama/ | -         | -         |
| inanimé. | MI-NU-MA  | /mīnuma/  | ME-NA-MA | /mīnama/  | ME-NE-MA  | /mīnema/  |

Ici encore, on peut noter des variantes dans l’écriture des formes de ce pronom. Ainsi, MI-NU-MA peut aussi se rencontrer sous la forme ME-NU-MA. Par ailleurs, l’écriture ME-NA-MA-MA de l’accusatif inanimé, avec redoublement de l’élément /-ma/, peut éventuellement être interprétée comme la marque d’une gémination du type /mīnamma/.

## Le système nominal
L’éblaïte présente un système nominal comparable à celui de l'akkadien et dont on trouve des traces dans d'autres langues sémitiques. On y distingue en particulier trois catégories flexionnelles : le genre, où s’opposent formes masculines et féminines ; le nombre, avec un singulier, un duel et un pluriel ; enfin, les cas, couvrant à la fois des relations d’ordre syntaxique comme le nominatif, l’accusatif et le génitif, mais aussi des relations à caractère plus concret comme le datif et le locatif. Cette organisation de la morphologie nominale fut vraisemblablement celle de toutes les langues sémitiques jusqu’au premier millénaire avant notre ère. Aujourd’hui, seul l’arabe en garde encore la trace.

### La déclinaison du nom
La restitution de ces formes se heurte à nouveau ici au problème de la barrière graphique. En effet, dans les textes où l’écriture logographique domine, les marqueurs casuels ne sont pas toujours précisés. Par ailleurs, il n’est pas rare, que ces marques lorsqu’elles existent, fassent l’objet d’une graphie abrégée. Au-delà de ces difficultés, il est toutefois possible d’en établir un paradigme assez complet.
|       | Substantif masculin | Substantif masculin | Substantif masculin | Substantif masculin | Substantif masculin |
|       | Nominatif           | Accusatif           | Génitif             | Datif               | Locatif             |
| ----- | ------------------- | ------------------- | ------------------- | ------------------- | ------------------- |
| Sing. | -u(m)               | -a(m)               | -i(m)               | -iš                 | -um                 |
| Plur. | -ū                  | -ī                  | -ī                  | -                   | -                   |
| Duel  | -ān                 | -ayn                | -ayn                | -                   | -                   |

|       | Substantif féminin | Substantif féminin | Substantif féminin | Substantif féminin | Substantif féminin |
|       | Nominatif          | Accusatif          | Génitif            | Datif              | Locatif            |
| ----- | ------------------ | ------------------ | ------------------ | ------------------ | ------------------ |
| Sing. | -atu(m)            | -ata(m)            | -ati(m)            | -                  | -                  |
| Plur. | -ātu(m)            | -ātim              | -                  | -                  | -                  |
| Duel  | -ātān              | -                  | -                  | -                  | -                  |

|       | Substantif féminin | Substantif féminin | Substantif féminin | Substantif féminin | Substantif féminin |
|       | Nominatif          | Accusatif          | Génitif            | Datif              | Locatif            |
| ----- | ------------------ | ------------------ | ------------------ | ------------------ | ------------------ |
| Sing. | -atu(m)            | -ata(m)            | -ati(m)            | -                  | -                  |
| Plur. | -ātu(m)            | -ātim              | -                  | -                  | -                  |
| Duel  | -ātān              | -                  | -                  | -                  | -                  |

L’analyse du matériel épigraphique montre que la « mimation » de même que la « nunation » sont souvent omises aux formes du masculin. Il semble que cette omission ne réponde à aucune raison morphologique, mais relève plutôt d’irrégularités graphiques.
En ce qui concerne la déclinaison des adjectifs, il est vraisemblable qu’une désinence spécifique pour le masculin pluriel ait existé comme semble le suggérer la formule : māw-ū ḥamma-ūtum “ eau chaude ”.

### Les états du nom
À l’instar des autres langues sémitiques, les substantifs éblaïtes semblent connaître trois formes d’état dans la proposition : l’état construit, l’état prédicatif et l’état absolu.

#### L’état construit
Le nom à l’état construit correspond à la forme du substantif dépourvu de mimation, conservant les marques casuelles. Il arrive qu’on utilise les formes construites avec les pronoms suffixes à initiale consonantiques.

#### L’état prédicatif
À l’état prédicatif, les noms suivent deux modes de formation qui ne se présentent pas en distribution complémentaire, puisqu’ils sont attestés indifféremment dans le même type de contexte. Dans un premier cas, le nom apparaît sous sa forme au nominatif, dépourvue de la mimation, dans le deuxième cas, l’on suffixe la désinence -a au radical du substantif.

#### L’état absolu
À l’état absolu ou indéterminé, le nom éblaïte est simplement privé de ses désinences casuelles.
Pour I. M. Diakonoff, cette distinction entre un état prédicatif en –a et un état absolu en -Ø, ne paraît pas fondée en éblaïte. Pour lui, ces variantes doivent être regardées comme des allomorphes d’un seul et même état à valeur prédicative.

## Le système verbal
Le système verbal de l’éblaïte est construit sur la même structure que celle des autres langues sémitiques, où le cadre paradigmatique s’organise suivant un axe double : l’axe dérivationnel d’une part, au sein duquel la forme de base du verbe connaît un certain nombre de modifications et l’axe flexionnel d’autre part, où par un système de suffixation et de préfixation, le verbe se voit pourvu d’une valeur aspectuelle, personnelle ou modale.

### Le cadre dérivationnel
Suivant la classification établie par Wolfram von Soden pour la grammaire akkadienne, le matériel éblaïte présente à ce jour au moins quatre thèmes dérivationnels appelés également formes élargies : le thème G (Grundstamm) ou thème de base. Le thème D (Doppelungsstamm) appelé également forme intensive-factitive, que l’on retrouve aux formes de l’accompli et de l’inaccompli u9-ga-da-ra > /yuqaṭṭaram/, au participe actif mu-wa-li-tum > /muwallidum/, ainsi que les noms d’action comme ga-du-ru12 > /qaṭṭuru/. Le thème Š ou forme causative est attesté quant à lui aux formes de l’accompli et de l’inaccompli uš-da-si-ir > /yuštaysir/, au niveau du participe actif mu-sa-ti-sa > /mušadiy-/ ou encore au niveau des noms d’action sa-ḫu-sum > /šaḫuṯ̣um/. Enfin la forme doublement dérivée DŠ où se mêlent les valeurs de la forme D et de la forme Š, attestée au participe actif mu-sa-ga-i-nun2 > /mušakaʿʿinum/ “ serf ”. En revanche, l’existence de la forme réflexive N, connue en akkadien, reste à démontrer. Pour Ignace Gelb, “ Le nom translittéré par ip-pi5-ḫir dans Pettinato Cat. n°892, est transcrit dans Pettinato, Ebla p. 74 comme ippiḫar et pris comme une forme du radical N. Ceci est douteux, principalement à cause de l'orthographe à doubles consonnes. ”. Thèse que suit par ailleurs I. M. Diakonoff : “ L'éblaïte n'avait pas de N Stirp (un isoglosse avec l'araméen, mais non pas avec l'akkadien). Quelques formes en onomastique qui pourraient être considérées comme appartenant au Stirp N sont peut-être amorrites et non pas éblaïtes, ou doivent être interprétées d'une autre manière. ”.
Pour chacune de ces formes élargies, il existe des schèmes surdérivés au moyen de l’infixe -ta-. Les formes attestées sont celles des thèmes Gt, Dt, Št, et DŠt. Le thème Gt se rencontre aux formes de l’accompli et de l’inaccompli avec une forte occurrence des formes à l’accompli iš-da-ma >/yiš-ta-maʿ/ “ il écouta ”, le thème Dt se retrouve dans certains noms verbaux du-da-li-gu2-um > /tu-ta-ll-ikum/ “ exercice de la royauté ”, le thème Št est attesté par uš-da-si-ir > /yu-š-ta-wšir/ “ il a libéré ”, enfin le thème DŠt se retrouve quant à lui dans la forme du nom verbal du-uš-a-gi-lum > /tu-š-ta-kk-ilum/.
L’existence de l’infixe -tan- est quant à elle, encore sujette à caution, dans la mesure où les formes Gt, Dt, et Št peuvent également être interprétées comme des formes comprenant l’infixe -tan-. Pour P. Fronzaroli, “ Sur la base de considérations sémantiques, cet infixe peut être probable dans certains noms verbaux à sens itératif-habituel, qui glosent les sumérogrammes contenant un élément répété ; un participe tn/1 (Gtn) doit probablement être considéré comme mu-da-bil-du, sur la base de la comparaison avec l'akkadien ”.

### Le cadre flexionnel
Le second axe paradigmatique est, nous l’avons vu, celui de la flexion des thèmes dérivationnels. Pour chacune des formes énumérées plus haut, l’éblaïte possède un système aspectuel organisé sur la double opposition d’une forme *yi-qtul pour l’accompli et *yi-qattal pour l’inaccompli, l’une et l’autre conjuguées au moyen d’une flexion par préfixation qui s’oppose à son tour à la forme *qatal(a) du statif conjuguée quant à elle au moyen d’une flexion par suffixation. Chacune de ces formes se déclinant quant à elles selon la personne, le genre et le nombre
Ce type de morphologie verbale est identique à celui que l’on retrouve en akkadien. L’opposition formes suffixées ~ formes préfixées ne distingue pas, comme c’est le cas pour les autres langues sémitiques, les formes de l’accompli de celles de l’inaccompli. Elle semble plutôt relever d’une opposition entre conjugaison processive et conjugaison stative.

#### Les préfixes personnels
Il existe en éblaïte, comme en akkadien, deux séries allomorphes de préfixes personnels qui entrent conjointement dans la conjugaison des formes *yi-qtul de l’accompli et *yi-qattal de l’inaccompli. Ces deux séries diffèrent essentiellement par l’apophonie de leur élément vocalique a/i~u. La distribution de ces formes dépend du thème dérivationnel utilisé. Ainsi, avec le thème G sont utilisées les formes en -a-, tandis qu’aux formes D, Š et DŠ, la série en -u- est préférée.